# Schwarzer Muntjak
Der Schwarze Muntjak (Muntiacus crinifrons) ist eine Hirschart aus der Gattung der Muntjaks. Er kommt ausschließlich im Osten von China vor. und lebt dort in einem relativ eng begrenzten Gebiet. Die bewohnten Habitate bestehen aus dichten Bergwäldern. Über die Lebensweise der Tiere liegen nur wenige Informationen vor. Sie sind einzelgängerisch, territorial und ernähren sich von weicher Pflanzenkost. Muttertiere bringen pro Geburt ein Junges zur Welt. Die Art wurde im Jahr 1885 wissenschaftlich eingeführt. Der Bestand gilt als gefährdet.

## Merkmale
Der Schwarze Muntjak ist ein größerer Vertreter der Muntjaks. Er erreicht eine Kopf-Rumpf-Länge von 90 bis 110 cm, der Schwanz wird noch einmal rund 20 cm lang. Die Schulterhöhe beträgt rund 55 cm, das Körpergewicht schwankt von 20 bis 25 kg. Weibchen sind im Durchschnitt etwas größer als Männchen. Das Fell ist meist dunkelbraun bis schwarz gefärbt. Am vergleichsweise langen und fransigen Schwanz treten unterseits weiße Haare auf. Die Gliedmaßen erscheinen zumeist dunkel gefärbt. Auf der Stirn wächst ein rötlich braunes bis goldgelbenes langhaariges Büschel. Die Ohren sind spitz und haben eine weiße Innenseite. Die Geweihstangen werden rund 7 bis 8 cm lang, sie können ein- oder zweispitzig enden. Etwa ähnlich lang sind die Rosenstöcke.

## Verbreitung und Lebensraum
Das Verbreitungsgebiet des Schwarzen Muntjaks ist auf das östliche China beschränkt. Er kommt in einem relativ eng begrenzten Gebiet im Süden der Provinz Anhui und im Westen der Provinz Zhejiang vor. Hier bestehen drei Kernzonen mit größeren Populationen des Schwarzen Muntjaks. Diese umfassen den Tianmu Shan an der Grenze zwischen den Provinzen Zhejiang und Anhui, den Huang Shan in der Provinz Anhui und den Kreis Suichang in der Provinz Zhejiang. Die drei Kernzonen liegen etwa 150 km in Ost-West-Richtung (Tianmu Shan und Huang Shan) und 230 bis 240 km in Nord-Süd-Richtung (Tianmu Shan/Huang Shan und Suichang) auseinander. Darüber hinaus tritt die Art in angrenzenden Bereichen auf, so neben Suichang auch in anderen Gebieten der bezirksfreien Stadt Lishui, um den Berg Huaiyuan im Osten der Provinz Jiangxi und im Wuyi-Gebirge im Norden der Provinz Fujian. Im Wuyi-Gebirge wurde sie erstmals 2010 mittels Kamerafallen beobachtet. Die Bestände außerhalb der Kernzonen werden oftmals als nicht sonderlich stabil angesehen. Das gesamte Verbreitungsgebiet nimmt dadurch eine Fläche von 76.500 km² ein.
Die Tiere bewohnen überwiegend Bergwälder mit dichtem Untergrundbewuchs, seltener sind sie auch in Buschlandschaften anzutreffen. Die Wälder bestehen aus einem Mosaik aus laubwerfender, dickblättriger Vegetation, immergrünen Pflanzen und Bambus-Wuchsgemeinschaften. Sie unterliegen dem Einfluss des Monsuns. Die Höhenverbreitung reicht in den drei Kernzonen von 200 bis 1200 m über dem Meeresspiegel, im Wuyi-Gebirge halten sich die Tiere den Beobachtungen zufolge in Höhen um 1080 bis 2130 m auf.

## Lebensweise

### Territorialverhalten
Der Schwarze Muntjak lebt einzelgängerisch und territorial, über sein genaues Verhalten liegen aber nur wenige Informationen vor. Einzelne Territorien werden mit Duftmarken aus den Voraugendrüsen durch Reiben in der Vegetation markiert. Männchen verteidigen ihr Revier gegen fremde Geschlechtsgenossen mit Hilfe ihrer vergrößerten Eckzähne. Die Hauptaktivitäten beschränken sich von Frühjahr bis Herbst auf die Zeiten um 6:00 und 8:00 Uhr sowie um 17:00 und 20:00 Uhr. Im Winter sind die Tiere nur einmal am Tag stärker aktiv. Ruhephasen finden während der Mittagshitze und kurz nach Mitternacht statt. Im Jiulongshan-Naturreservat in der Provinz Zhejiang bevorzugt der Schwarze Muntjak im Frühjahr und Herbst Mischwälder auf mittleren Hangneigungen (15 bis 30°) in Höhen um 1000 bis 1200 m. Im Sommer wechselt er in Mischwälder in höheren Lagen über 1200 m auf steileren Hängen (30 bis 45°), im Winter dagegen hält er sich überwiegend in Nadelwäldern auf mittleren, südwärts gerichteten Hangneigungen (15 bis 30°) auf. In allen Landschaftstypen ist das Nahrungsangebot in den entsprechenden Jahreszeiten reichlich, die Distanzen zur nächsten Wasserquelle können im Winter allerdings auf rund 500 m sinken, während sie das restliche Jahr über bei über 1000 m liegen.

### Ernährung
Die Tiere ernähren sich von einer größeren Vielzahl an Blättern, Zweigen, Kräutern, Früchten und Gräsern.

### Fortpflanzung
Weibchen werden mit rund einem Jahr geschlechtsreif. Die Fortpflanzung ist nicht jahreszeitlich beschränkt. Muttertiere gebären nach einer Tragzeit von etwa 210 Tagen ein einzelnes Jungtier. Möglicherweise sind sie nach der Geburt wieder empfangsbereit, da verschiedenen Beobachtungen zufolge stillende Muttertiere bereits wieder Nachwuchs austrugen. Gemäß genetischen Analysen im Jiulongshan-Naturreservat paart sich ein Männchen in der Regel mit mehreren Weibchen, Weibchen hingegen nur mit einem Männchen.

## Systematik

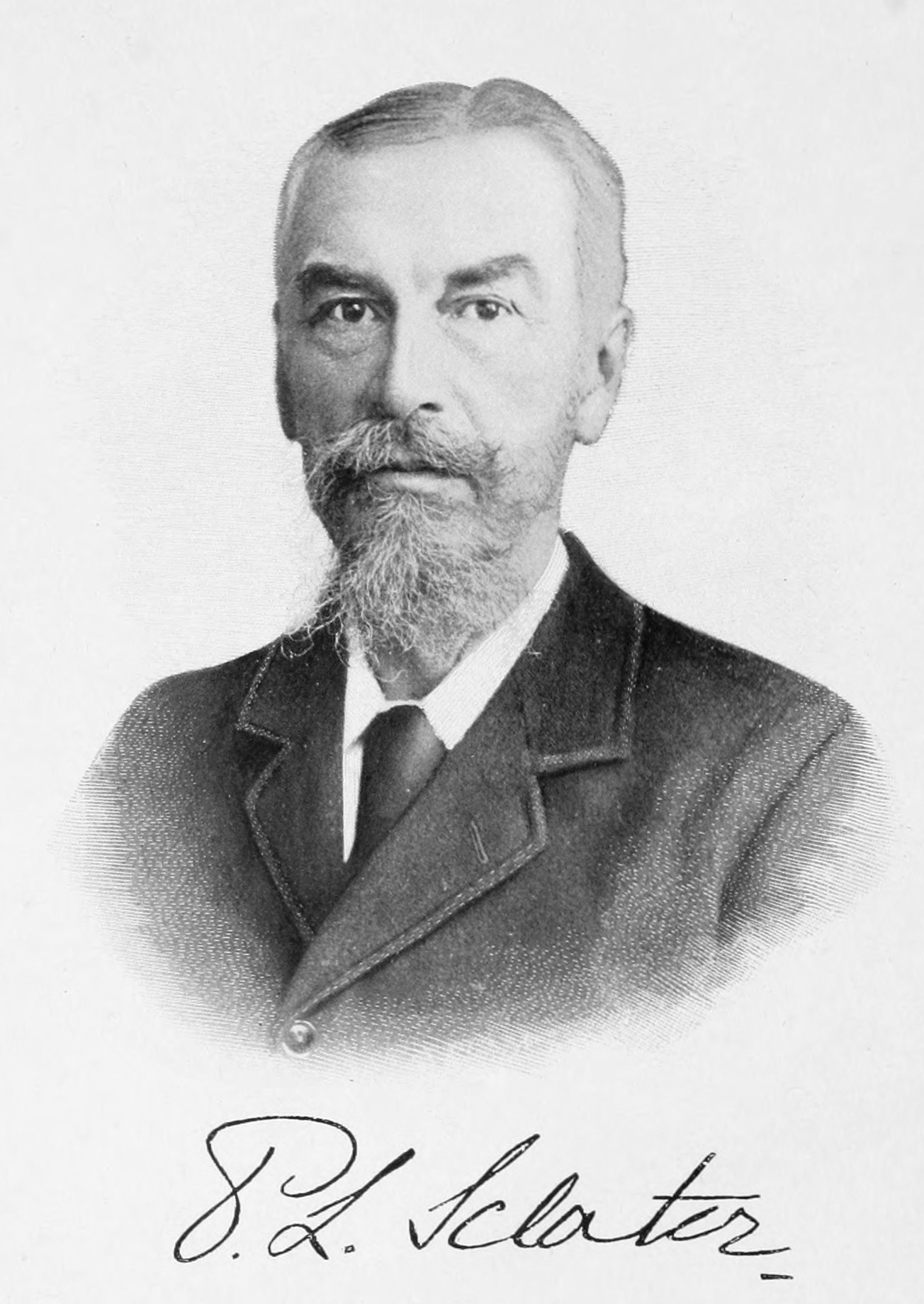
Philip Lutley Sclater

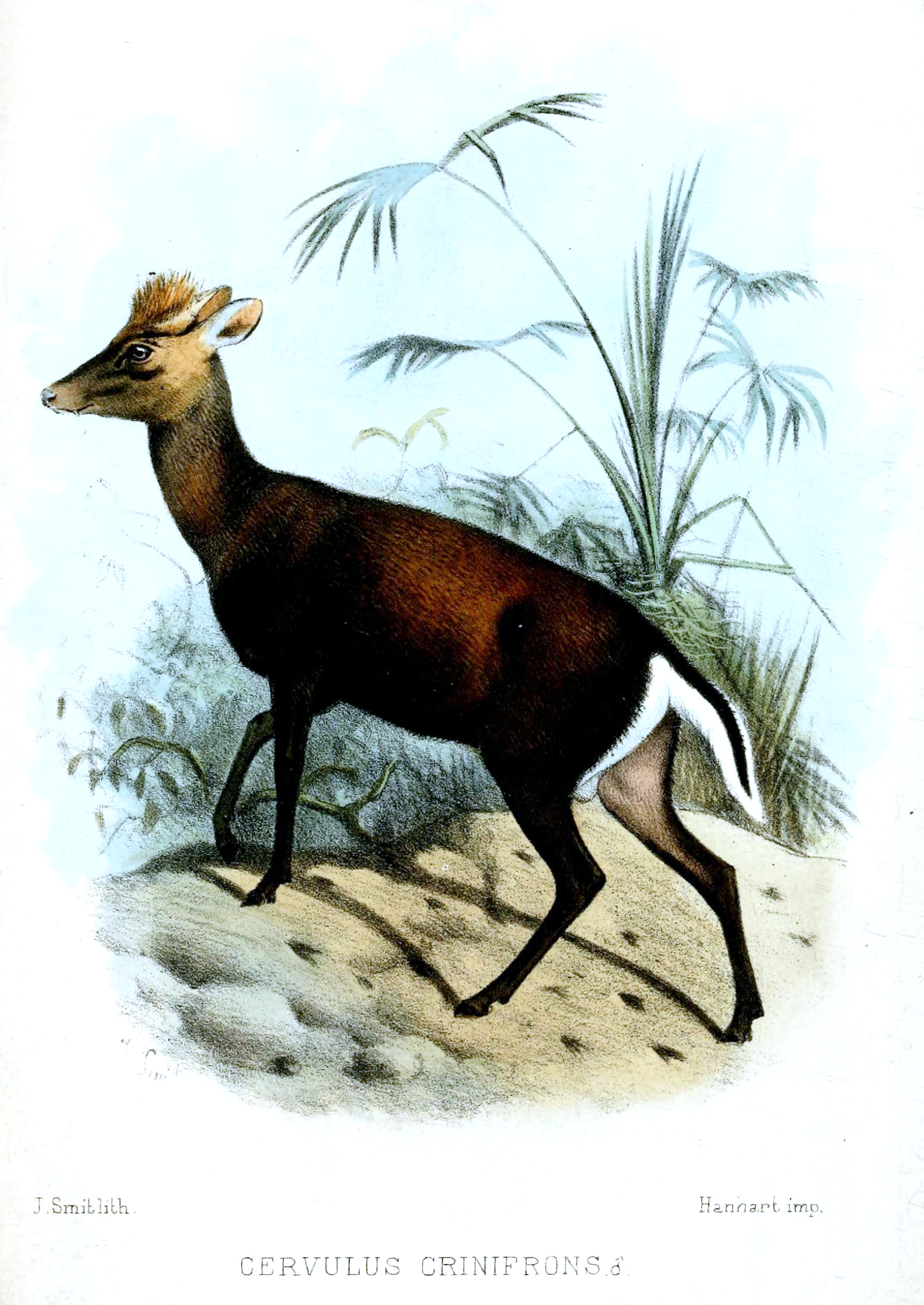
Historische Darstellung des Schwarzen Muntjaks aus Sclaters Erstbeschreibung von 1885

Der Schwarze Muntjak ist eine Art aus der Gattung der Muntjaks (Muntiacus) innerhalb der Familie der Hirsche (Cervidae). Innerhalb der Hirsche stehen die Muntjaks in der Unterfamilie der Cervinae und der Tribus der Muntjakhirsche (Muntiacini), zu letzteren wird zusätzlich noch der Schopfhirsch (Elaphodus) gezählt. Die Muntjakhirsche sind wiederum das Schwestertaxon der Echten Hirschen (Cervini). Kennzeichnende Merkmale der Muntjaks finden sich in dem einfach gebauten Geweih und in dem zumeist bei männlichen Tieren vergrößerten Eckzahn. Alle bekannten Vertreter sind Waldbewohner. Weder das genaue Verwandtschaftsverhältnis der verschiedenen Muntjak-Vertreter zueinander noch die genaue Anzahl der Arten sind bisher restlos geklärt. In einer Revision der Huftiere aus dem Jahr 2011 verwiesen Colin P. Groves und Peter Grubb den Schwarzen Muntjak in eine Verwandtschaftsgruppe zusammen mit dem Gongshan-Muntjak (Muntiacus gongshanensis) und dem Tenasserim-Muntjak (Muntiacus feae). Die Gruppe benannten sie nach der Typusform mit Muntiacus crinifrons-Gruppe. Ihr zur Seite stellten sie die Muntiacus muntjak- und die Muntiacus reevesi-Gruppe sowie eine unbenannte Gruppe bestehend aus einigen zwergenhaften Formen des südostasiatischen Festlands (mitunter auch als Muntiacus roosveltorum-Gruppe bezeichnet). Die Unterscheidung basiert weitgehend auf anatomischen Charakteristika, teilweise aber auch auf genetischen Daten.
Bereits in ersten genetischen Untersuchungen im Übergang vom 20. zum 21. Jahrhundert erwies sich der Schwarze Muntjaks als nahe mit dem Gongshan-Muntjak verwandt. Der Gongshan-Muntjak, erst 1990 wissenschaftlich benannt und in einer Bergregion im äußersten Nordwesten der chinesischen Provinz Yunnan vorkommend, wurde daraufhin von einigen Autoren mit dem Schwarzen Muntjak synonymisiert. Ein größerer Teil der Wissenschaftler betrachtet beide Formen aber als unabhängig. Umfassendere neuere genetische Untersuchungen schlossen den Gongshan-Muntjak vorerst aus, bestätigten aber die verwandtschaftliche Nähe des Schwarzen Muntjaks zum Tenasserim-Muntjak, was ebenfalls schon in den Analysen zuvor erkannt worden war. Dabei arbeiteten diese neueren Analysen eine Teilung der Gattung der Muntjaks in zwei Kladen heraus. Eine enthält neben dem Schwarzen und dem Tenasserim-Muntjak zusätzlich noch den Indischen Muntjak (Muntiacus muntjak) und den Borneo-Muntjak (Muntiacus atherodes). In der zweiten stehen einige Zwergformen des südostasiatischen Festlands wie der Annam-Muntjak (Muntiacus truonsonensis), der Roosevelt-Muntjak (Muntiacus rooseveltorum) und der Burma-Muntjak (Muntiacus putaoensis), aber auch der Riesenmuntjak (Muntiacus vuquangensis) sowie der Chinesische Muntjak (Muntiacus reevesi). In einer Arbeit aus dem Jahr 2019 wurde letztendlich das vollständige Genom des Gongshan-Muntjaks veröffentlicht. Hier erwies er sich als tatsächlich am nächsten mit dem Schwarzen Muntjak verwandt. Die enge Beziehung zueinander zeigt sich auch anhand des Chromosomensatzes, der bei beiden Formen eine diploide Nummer von 2n=8/9 besitzt, während sie beim Tenasserim-Muntjak 2n=12/13/14 lautet.
Im Zusammenhang mit der nahen Verwandtschaft des Schwarzen Muntjaks und des Gongshan-Muntjaks sind verschiedene Berichte über Sichtungen oder Vorkommen von ersterem im nördlichen Myanmar und im südöstlichen Tibet erwähnenswert. In mehreren Fällen liegen auch hier genetische Indizien vor, die zumindest im Fall des tibetischen Belegs als methodisch problematisch angesehen werden. Aus gegenwärtiger Sicht lässt sich der Umstand nicht restlos aufklären. Möglich ist, dass sich die Berichte und genetischen Indizien auf den Gongshan-Muntjak beziehen, andererseits wären in einigen Sichtungsfällen auch Verwechslungen mit einem melanistischen Nordindischen Muntjak oder mit einer noch unbeschriebenen Art denkbar. Schon in den 1990er Jahren spekulierten einzelne Wissenschaftler über ein ursprünglich wesentlich größeres Verbreitungsgebiet des Schwarzen Muntjaks. Dieses sollte von der Mündung des Jangtsekiang bis nach Yunnan gereicht haben, Beweise gab es dafür jedoch nicht.
Untersuchungen der mitochondrialen DNA der drei Hauptpopulationen des Schwarzen Muntjaks (Tianmu Shan, Huang Shan und Suichang) lassen eine gewisse Isolation voneinander erkennen, die wohl auf einen reduzierten Genaustausch seitens weiblicher Tiere zurückzuführen ist und durch die starke Landschaftsfragmentierung bedingt wird. Es konnten zwei Kladen auseinandergehalten werden, wobei die Tiere in Suichang Haplotypen beider Kladen tragen. Dies wird auf einen früheren, in historischer Vergangenheit stattgefundenen Populationsschwund zurückgeführt, wahrscheinlich ebenfalls hervorgerufen durch Lebensraumzerstörung, dem allerdings eine Expansion folgte. Die einzelnen Populationen besitzen eine recht unterschiedliche Diversität. Gesteuert wird dies teilweise durch die fortschreitende Abholzung der Wälder und damit ausbleibender Genfluss.
Die wissenschaftliche Erstbeschreibung des Schwarzen Muntjaks erbrachte Philip Lutley Sclater im Jahr 1885 unter der Bezeichnung Cervulus crinifrons. In der nur wenige Zeilen langen Abhandlung setzte Sclater den Schwarzen Muntjak durch den buschigen Haarschopf auf der Stirn und den langen Schwanz von anderen Muntjaks ab. Auf ersteres bezieht sich auch das Artepitheton (von lateinisch crinis gleich „Haar“ oder „Zopf“, frons gleich „Stirn“). Als Typuslokalität gab Sclater Ningbo südlich der Mündung des Jangtsekiang an, wo die Art aber heute nicht mehr vorkommt. Bis in die Mitte der 1970er Jahre war die Art hauptsächlich über einzelne Museumsexemplare bekannt und wurde als extrem selten eingeschätzt. Erst in den 1980er Jahren wurden größere Bestände im östlichen China entdeckt.

## Bedrohung und Schutz
Der Schwarze Muntjak wird von der IUCN seit 1990 als  „gefährdet“ (vulnerable) eingestuft, wobei es in den letzten Jahren nur sehr wenige Belege für diese Einschätzung gab. Hier wären etwa die neu entdeckten Populationen im Wuyi-Gebirge zu nennen. Im Jahr 2008 wurde die Kategorisierung damit begründet, dass die Population in den letzten drei Generationen (circa 18 Jahre) um schätzungsweise mehr als 30 % zurückgegangen ist, was auf Überjagung sowie Zerstörung der Lebensräume durch Entwaldung beziehungsweise durch Ausdehnung landwirtschaftlicher Nutzflächen zurückzuführen ist. Eine letzte Populationsschätzung Ende der 1990er Jahre ging von rund 7000 bis 8500 Individuen aus. Die Art ist in mehreren Schutzgebieten präsent, so im Wuyishan-, Gutianshan- und im Jiulongshan-Naturreservat. Wichtigste Schutzmaßnahme ist der Erhalt der waldreichen Habitate der Art. Darüber hinaus sind detailliertere Analysen der Gefährdungsfaktoren notwendig.